# HIP 68468
HIP 68468 è una stella analoga al Sole nella costellazione del Centauro, di magnitudine apparente 9,36 e distante circa 300 anni luce dal sistema solare. Nel 2016, tramite lo spettrografo HARPS situato all'osservatorio di La Silla in Cile, un gruppo di astronomi ha scoperto due esopianeti orbitanti attorno ad essa.

## Caratteristiche
HIP 68468 è una nana gialla molto simile al Sole, leggermente più massiccia, con un temperatura superficiale di 5857 kelvin, appena 80 K in più della temperatura della nostra stella. Il suo tipo spettrale è G3V, il quale indica che è una stella di sequenza principale, tuttavia, avendo un'età stimata in 6 miliardi di anni rispetto ai 4,7 miliardi di anni del Sole, ed essendo leggermente più massiccia, si trova in uno stadio evolutivo un po' più avanzato del Sole e sta probabilmente terminando l'idrogeno da fondere all'interno del nucleo, avviandosi verso lo stadio di subgigante, durante il quale aumenterà le sue dimensioni mentre la temperatura superficiale si abbasserà.
La sua peculiarità è la notevole abbondanza di elementi come il litio, quattro volte più presente di quanto non lo sia nel Sole, così come l'abbondanza di altri elementi pesanti non comuni in stelle relativamente vecchie come HIP 68468. Il litio infatti si consuma col passare del tempo dentro le calde atmosfere stellari, al contrario di ciò che avviene sui più freddi pianeti.

### Pianeti inglobati
Secondo gli scienziati, l'unica causa che spiega l'abbondanza del litio e di altri elementi refrattari al calore in HIP 68468, è l'assimilazione di alcuni pianeti, avvenuta in un passato relativamente recente su scala astronomica. Secondo le teorie di formazione planetaria, un pianeta gigante come HIP 68468 c (ben più massiccio di Nettuno) difficilmente può essersi formato in quella zona interna del sistema; più  probabile che i pianeti si siano formati in una zona più remota, e solo successivamente sia avvenuta una migrazione verso l'interno. Durante quella fase alcuni pianeti potrebbero essere stati espulsi dal sistema mentre altri potrebbero essersi avvicinati troppo alla stella fino al punto da essere assorbiti e distrutti, lasciando nell'atmosfera stellare l'abbondanza di litio quale traccia dell'evento passato.
Il litio e gli altri elementi rocciosi scoperti in HIP 68468 equivalgono ad una massa sei volte quella della Terra. Gli autori dello studio, che da anni stanno monitorando una sessantina di stelle considerate gemelle del Sole, affermano che nei loro studi il 15% di queste mostra un eccesso di litio nelle loro atmosfere, e anche in quei casi la spiegazione più probabile è l'assorbimento di pianeti da parte delle stelle madri, così come avvenuto per HIP 68468.

## Sistema planetario
I due pianeti, HIP 68468 b e HIP 68468 c, sono stati scoperti con il metodo della velocità radiale tramite lo strumento HARPS, in grado di misurare con estrema precisione la velocità radiale della stella e le sue variazioni. Il pianeta b, avente una massa quasi 3 volte quella terrestre, orbita ad appena 0,03 UA dalla stella madre, vale a dire circa 4,5 milioni di chilometri da essa, mentre il pianeta c è un gigante gassoso del tipo nettuniano caldo, con una massa di 26 M⊕ e un'orbita con semiasse maggiore di 0,66 UA.

### Prospetto del sistema
| Pianeta | Massa      | Raggio | Periodo orb. | Sem. maggiore | Eccentricità | Scoperta |
| ------- | ---------- | ------ | ------------ | ------------- | ------------ | -------- |
| b       | 2,9±0,8 M⊕ | —      | 1,837 giorni | 0,029743 UA   | 0,41         | 2016     |
| c       | 26±4 M⊕    | —      | 194 giorni   | 0,106 UA      | 0,04         | 2016     |